# Drei-Linien-Gruppe

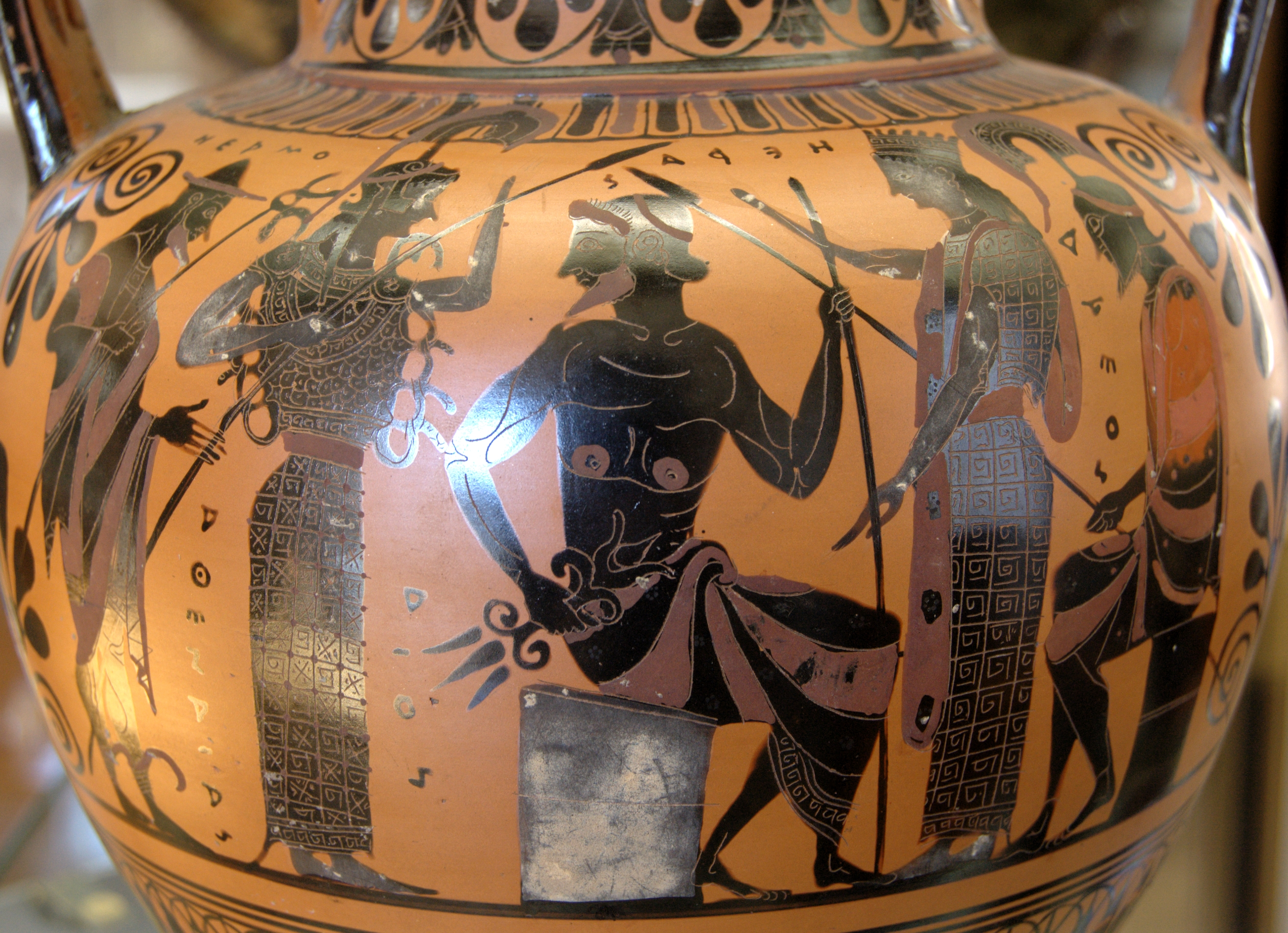
Hermes, Athene, Zeus, Hera und Ares

Die Drei-Linien-Gruppe (Three Line Group) ist eine mit einem Notnamen benannte Gruppe attisch-schwarzfiguriger Vasenmaler.
Drei-Linien-Gruppe bekam ihren Notnamen aufgrund dreier Trennungslinien zwischen den einzelnen Schmuckstreifen, die die kleinformatigen Halsamphoren der Gruppe zieren. Spätere Arbeiten der Gruppe lassen qualitativ nach, das Dekor ist selten besser als ärmlich. Trotz der geringen Qualität erinnerten die Arbeiten John D. Beazley an den Andokides-Maler. Die Werke werden ins letzte Viertel des 6. Jahrhunderts v. Chr. datiert. Werke der Gruppe sind reich beschriftet. Neben Figurenbeischriften finden sich auch Lieblingsinschriften für Onetorides und Hippokrates.